# Nikolaus Berlakovich
Nikolaus Berlakovich (ur. 4 czerwca 1961 w Eisenstadt) – austriacki polityk, rolnik i samorządowiec, deputowany, od 2008 do 2013 minister rolnictwa, leśnictwa, środowiska i gospodarki wodnej.

## Życiorys
Przedstawiciel grupy etnicznej Burgenlandzkich Chorwatów. Ukończył w 1979 Gymnasium Oberpullendorf, a w 1985 studia rolnicze na Uniwersytecie Rolniczym w Wiedniu. W połowie lat 80. odbył służbę wojskową, zawodowo zajął się pracą w rolnictwie.
Zaangażował się w działalność polityczną w ramach Austriackiej Partii Ludowej. Od 1987 do 2005 był radnym w Großwarasdorfie, do 2002 pełnił jednocześnie obowiązki wiceburmistrza tej miejscowości. W latach 1991–2005 zasiadał w landtagu kraju związkowego Burgenland, od 2002 kierował klubem poselskim ÖVP. W latach 1998–2000 pracował w strukturach partyjnych jako menedżer regionalnej organizacji ludowców. Od 2005 do 2008 był członkiem rządu regionalnego w Burgenlandzie. W 2006 został przewodniczącym regionalnego oddziału Österreichischer Bauernbund, organizacji rolników afiliowanej przy Austriackiej Partii Ludowej.
Od grudnia 2008 do grudnia 2013 sprawował urząd federalnego ministra rolnictwa, leśnictwa, środowiska i gospodarki wodnej w pierwszym rządzie Wernera Faymanna. W 2011 został powołany na wiceprzewodniczącego ÖVP, a w wyborach w 2013 uzyskał mandat deputowanego do Rady Narodowej XXV kadencji. W 2017 i 2019 z powodzeniem ubiegał się o poselską reelekcję.
W 2024 objął funkcję wiceprzewodniczącego europejskiej organizacji rolniczej COPA.